# Ewoud Gommans
Ewoud Gommans (* 17. November 1990 in Voorschoten) ist ein niederländischer Volleyballspieler.

## Karriere
Gommans stammt aus einer Volleyball-Familie. Seine Mutter war Nationalspielerin, sein Vater spielte in der Regionalliga und seine Schwester Bianca ist Profi bei Sliedrecht Sport. Gommans' Onkel ist der Nationaltrainer Edwin Benne. Der Außenangreifer begann 2007 bei HVA Amsterdam. 2010 gewann er mit dem Verein den Supercup. Anschließend wechselte der niederländische Nationalspieler, der bei den Junioren auf 65 Einsätze kam, zu Dynamo Apeldoorn. Mit seinem neuen Verein gewann er 2011 den nationalen Pokal. Im gleichen Jahr ging er zum deutschen Bundesligisten Moerser SC. 2013 wechselte Gommans zum Ligakonkurrenten Generali Haching. 2014 ging er nach Frankreich zu AS Cannes Volley-Ball.